# قلعة أوساكا

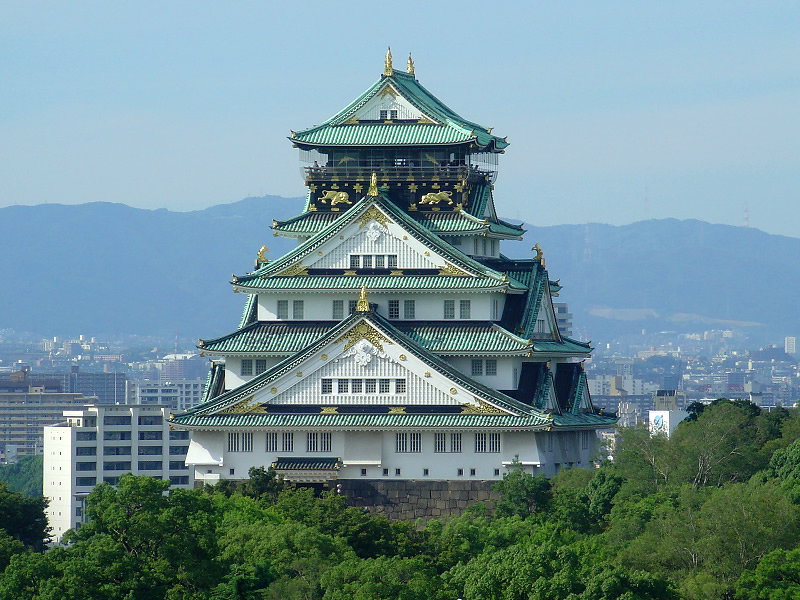
قلعة أوساكا.

قلعة أوساكا (باليابانية: 大阪城 أوساكا-جو) هي قلعة على الطراز الياباني تقع في تشوأو-كو، أوساكا، محافظة أوساكا، اليابان. تعتبر قلعة أوساكا من أشهر القلاع في اليابان، ولعبت دور هام في توحيد اليابان في القرن السادس عشر في فترة أزوتشي-موموياما. القلعة مفتوحة للزيارة العامة، حيث يوفد إليها العديد من الزوار على مدار السنة، خاصة في فترة الهانامي (تفتح أزهار الكرز).

## تاريخ
بدأ تشييد قلعة أوساكا في عام 1583 م في مكان معبد إيشياما هونغانجي الذي تم تدميره قبل 30 عاما من عملية التشييد على يد أودا نوبوناغا، حيث أراد تويوتومي هيديوشي من القلعة أن تكون مركزاً ليابان جديد موحد تحت حكم تويوتومي، ولقد كانت القلعة الأكبر في زمانها. ولكن بعد سنوات قليلة على بنائها توفي هيديوشي، وعلى إثر ذلك قامت قوات توكوغوا بمهاجمة القلعة وتدميرها وبذلك تم إنهاء سلالة تويوتومي في عام 1615، ومرة أخرى قام توكوغاوا هيديتادا ببناء قلعة أوساكا في العام 1620، إلا أنه في عام 1665 ضرب البرق البرج الرئيس في القلعة مما أدى إلى احتراق القلعة وتدميرها مرة أخرى.
و بقيت على هذه الحالة حتى العام 1931 حيث تم إعادة تشييد برج القلعة من الإسمنت المسلح من جديد. خلال الحرب العالمية نجت بأعجوبة من القصف الجوي الكثيف على المدينة، ومؤخرا أجريت لها عمليات ترميم كبرى في عام 1997 أعطت القلعة شكلها الجديد، حيث أصبح برج القلعة حديثا من الداخل ومزودا بمصعد ليسهل الصعود، يشمل في داخله على متحف عن تاريخ القلعة وعن تيوتومي هيديوشي.

### محطات تاريخية

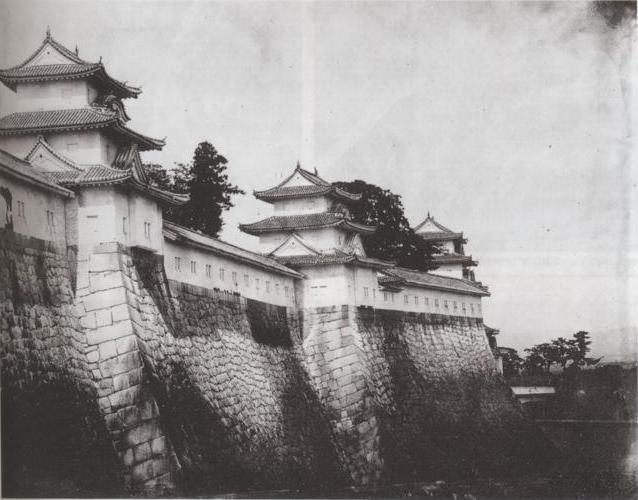
صورة قديمة لقلعة أوساكا سنة 1865

- 1583: أصدر تويوتومي هيديوشي الأوامر ببناء قلعة مماثلة لقلعة أزوتشي التي كانت تعتبر مركز لأودا نوبوناغا وبشكل مشابه لتصميمها.
- 1585 : انتهاء أعمال بناء البرج الرئيسي، والبدء بأعمال توسيع رقعة القلعة
- 1597 : الانتهاء من أعمال البناء، إلا أن تويوتومي هيدوشي كان قد توفي فسلمت القلعة إلى ابنه تويوتومي هيده-يوري
- 1600 : قوات توكوغاوا إياسو تهاجم هيده-يوري وتبدأ بحصار أوساكا محاولا دخول القلعة عن طريق ملئ الخندق الخارجي
- 1615 : بدأ بإعادة حفر الخندق من جديد، إلا أن توكوغاوا أرسل قواته من جديد لتسقط قلعة أوساكا وتسقط معها عشيرة تويوتومي.
- 1620 : بدأ الشوغون توكوغاوا هيده-تادا ببناء قلعة أوساكا من جديد
- 1660 : صاعقة تضرب مخازن البارود في القلعة مؤديا إلى إحراقها
- 1665 : صاعقة تؤدي إلى حرق البرج الرئيسي في القلعة
- 1843 : بعد قرن من الإهمال أُعيد إصلاح القلعة بعد جمع تبرعات من سكان المنطقة
- 1868 : سقوط قلعة أوساكا في يد قوات حكومة إصلاح ميجي.
- 1928 : أعيد بناء البرج الرئيسي بعد أن جمع عمدة أوساكا تمويلا كافيا
- 1945 : تدمير البرج الرئيسي أثناء قصف أوساكا في الحرب العالمية الثانية
- 1995 : حكومة أوساكا تصادق على خطة إعادة إصلاح جديد لبرج القلعة الرئيسي
- 1997 : الانتهاء من أعمال إعادة تأهيل البرج الرئيسي بتصميم خارجي قديم لكن على الطراز الحديث من الداخل.

## وصف القلعة
برج القلعة محاط بأبراج ثانوية وأبواب وأبراج دفاعية وجدران حجرية وخنادق. أما حديقة نيشينومارو فتشمل «القلعة الغربية» السابقة، وأعشاب الحديقة بالإضافة إلى 600 شجرة كرز، ومنزل الشاي، وهو المنزل السابق لضيوف أوساكا حيث يتوفر فيه أجمل مشاهدة للبرج من الأسفل. تقع قلعة أوساكا على قطعة من الأرض بمساحة 1 كم مربع تقريبا، حيث بنيت على مرتفع حجري لحمايتها من هجوم الرماة، وتتكون من خمس طوابق من الخارج، بينما من الداخل فيوجد ثماني طوابق.

## اقرأ أيضا
- قلعة إيدو
- قلعة هيميجي

## وصلات خارجية
- الموقع الرسمي